# Rebecco
Rebecco è una frazione del comune di Guidizzolo, in provincia di Mantova.
La località è passata alla storia della seconda guerra d'indipendenza in quanto, nella zona tra Casa Nuova e Le Baite, durante la Battaglia di Medole del 24 giugno 1859, divampò una lotta molto cruenta per le posizioni tra i due eserciti che culminò con la ritirata austriaca, ma sul campo si consumarono innumerevoli sacrifici di vite umane.

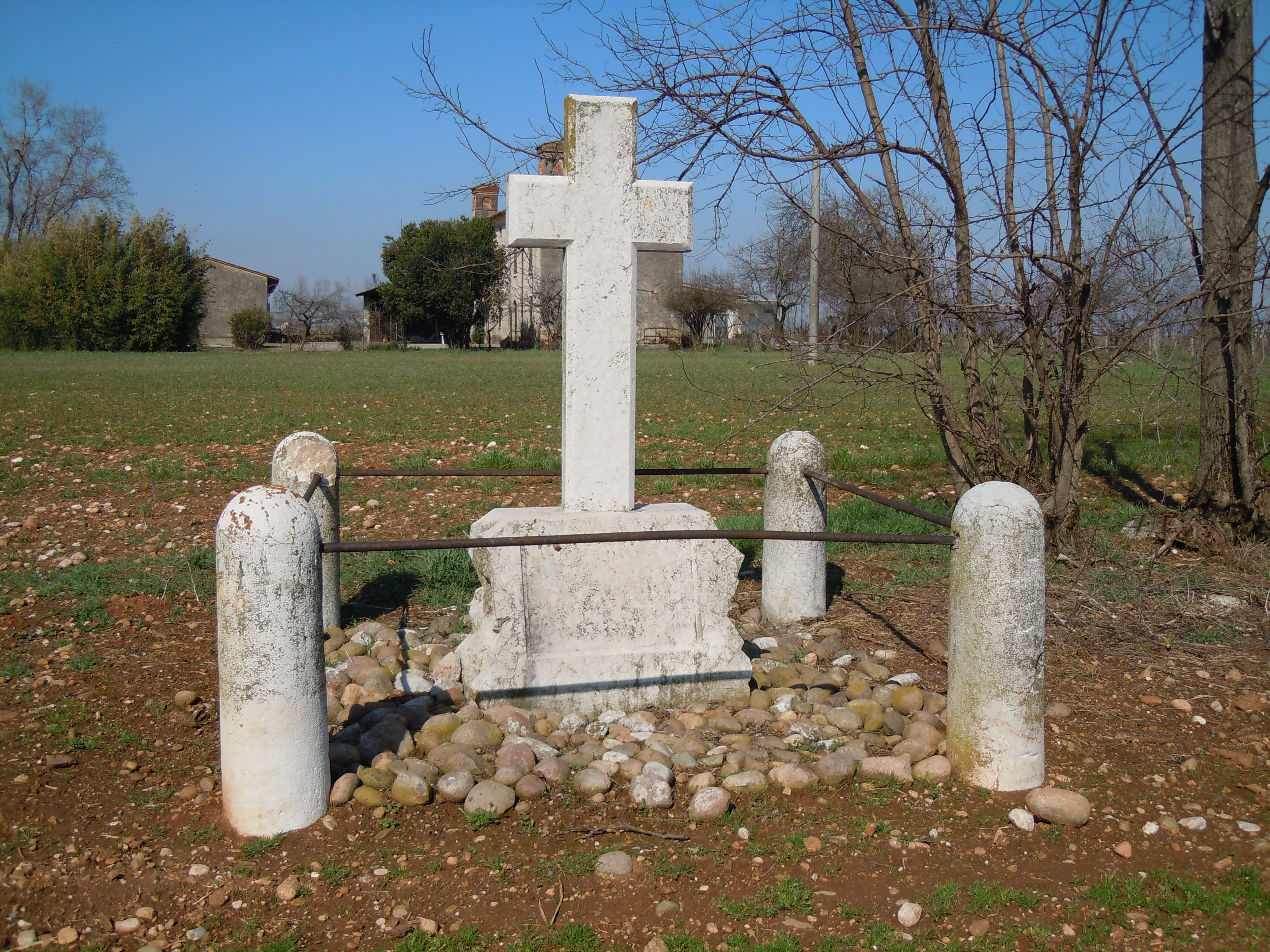
Cenotafio di Karl Windisch-Graetz, in località Casa Nuova

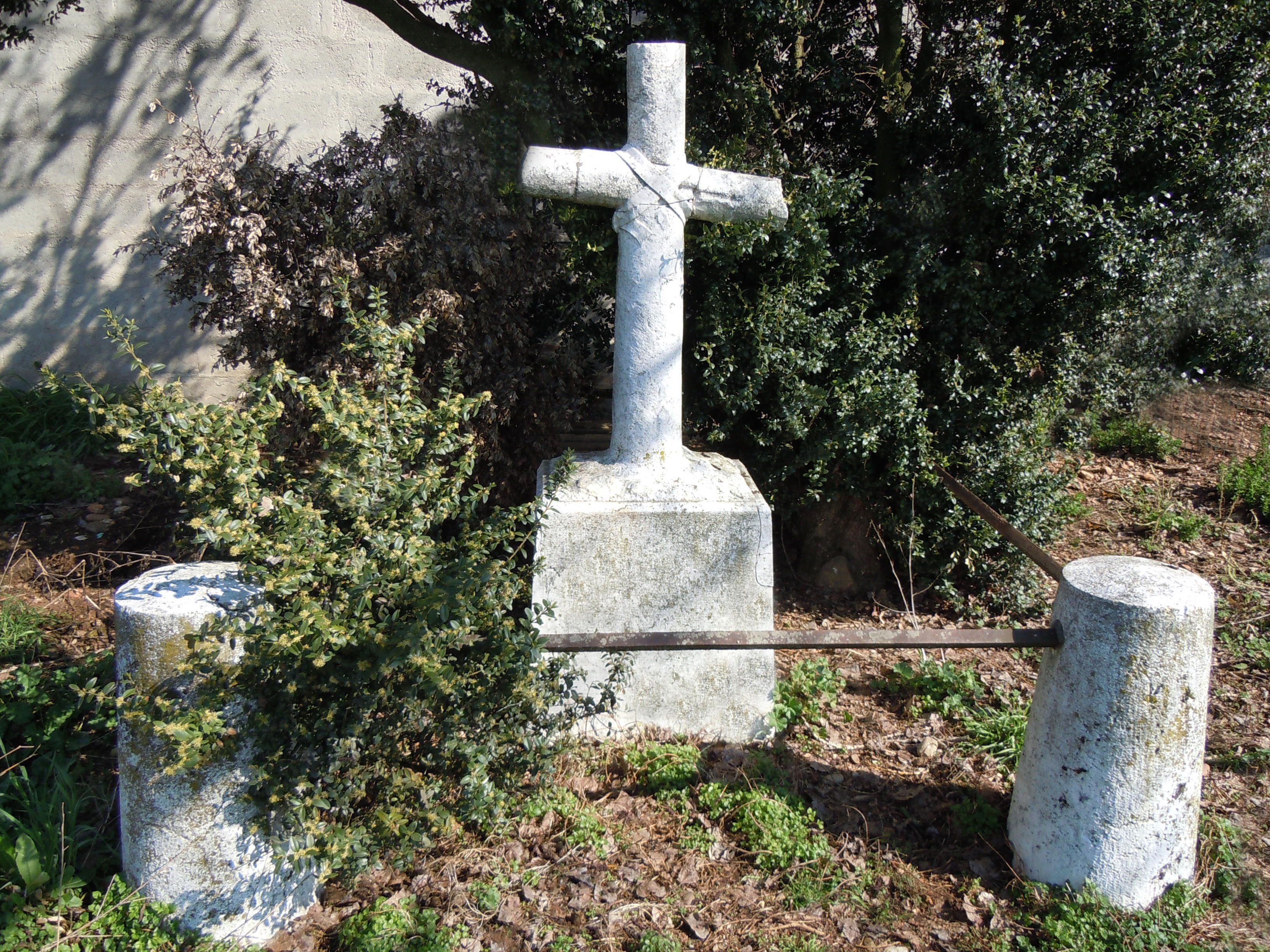
Cenotafio di Admell Tonnelier, in località Casa Nuova